# Deutsche Nationalmannschaft
Eine deutsche Nationalmannschaft vertritt bei internationalen Sportwettkämpfen den deutschen Mitgliedsverband der jeweiligen Sportart. In sehr vielen Sportarten existiert eine deutsche Nationalmannschaft, z. B.:
| Sportart                      | Männer-/Herren-Nationalmannschaft | Frauen-/Damen-Nationalmannschaft |
| ----------------------------- | --- | --- |
| American Football             | Deutsche American-Football-Nationalmannschaft | |
| Badminton                     | Deutsche Badmintonnationalmannschaft | Deutsche Badmintonnationalmannschaft |
| Bandy                         | Deutsche Bandynationalmannschaft der Herren | |
| Baseball                      | Deutsche Baseballnationalmannschaft | |
| Basketball                    | Deutsche Basketballnationalmannschaft Deutsche Basketballnationalmannschaft (U18-Junioren) Deutsche Basketballnationalmannschaft (U16-Junioren) | Deutsche Basketballnationalmannschaft der Damen |
| Beachsoccer                   | Deutsche Beachsoccer-Nationalmannschaft | |
| Cricket                       | Deutsche Cricket-Nationalmannschaft | |
| Eishockey                     | Deutsche Eishockeynationalmannschaft Deutsche U20-Eishockeynationalmannschaft Deutsche U18-Eishockeynationalmannschaft | Deutsche Eishockeynationalmannschaft der Frauen |
| Faustball                     | Deutsche Faustballnationalmannschaft der Männer Deutsche U18-Faustballnationalmannschaft der Männer | Deutsche Faustballnationalmannschaft der Frauen |
| Fußball                       | Deutsche Fußballnationalmannschaft Deutsche A2-Fußballnationalmannschaft Deutsche B-Fußballnationalmannschaft Team 2006 Deutsche Fußballolympiamannschaft Deutsche Fußballnationalmannschaft der Amateure Deutsche Fußballnationalmannschaft (U-23-Männer) Deutsche Fußballnationalmannschaft (U-21-Männer) Deutsche Fußballnationalmannschaft (U-20-Männer) Deutsche Fußballnationalmannschaft (U-19-Junioren) Deutsche Fußballnationalmannschaft (U-18-Junioren) Deutsche Fußballnationalmannschaft (U-17-Junioren) Deutsche Fußballnationalmannschaft (U-16-Junioren) Deutsche Fußballnationalmannschaft (U-15-Junioren) Deutsche Schülernationalmannschaft | Deutsche Fußballnationalmannschaft der Frauen Deutsche Fußballnationalmannschaft (U-23-Frauen) Deutsche Fußballnationalmannschaft (U-21-Frauen) Deutsche Fußballnationalmannschaft (U-20-Frauen) Deutsche Fußballnationalmannschaft (U-19-Frauen) Deutsche Fußballnationalmannschaft (U-17-Juniorinnen) Deutsche Fußballnationalmannschaft (U-16-Juniorinnen) Deutsche Fußballnationalmannschaft (U-15-Juniorinnen) |
| Futsal                        | Deutsche Futsalnationalmannschaft | |
| Handball                      | Deutsche Männer-Handballnationalmannschaft | Deutsche Frauen-Handballnationalmannschaft |
| Hockey                        | Deutsche Hockeynationalmannschaft der Herren | Deutsche Hockeynationalmannschaft der Damen |
| Inlinehockey                  | Deutsche Inlinehockeynationalmannschaft | |
| Inline-Skaterhockey           | Deutsche Inline-Skaterhockeynationalmannschaft | Deutsche Inline-Skaterhockeynationalmannschaft |
| Internationale Sechstagefahrt | Deutsche Nationalmannschaft bei der Internationalen Sechstagefahrt | Deutsche Nationalmannschaft bei der Internationalen Sechstagefahrt |
| Kanurennsport                 | Deutsche Kanurennsport-Nationalmannschaft | Deutsche Kanurennsport-Nationalmannschaft |
| Rugby League                  | Deutsche Rugby-League-Nationalmannschaft | |
| Rugby Union                   | Deutsche Rugby-Union-Nationalmannschaft Deutsche Rugby-Union-Nationalmannschaft (Sevens) | Deutsche Frauen Rugby-Union-Nationalmannschaft (Sevens) |
| Skibergsteigen                | Deutsche Nationalmannschaft Skibergsteigen | Deutsche Nationalmannschaft Skibergsteigen |
| Squash                        | Deutsche Squashnationalmannschaft | Deutsche Squashnationalmannschaft |
| Streethockey                  | Deutsche Streethockeynationalmannschaft | |
| Tennis                        | Deutsche Davis-Cup-Mannschaft | Deutsche Billie-Jean-King-Cup-Mannschaft |
| Tischtennis                   | Deutsche Tischtennisnationalmannschaft | |
| Unihockey                     | Deutsche Floorballnationalmannschaft | |
| Volleyball                    | Deutsche Volleyballnationalmannschaft der Männer | Deutsche Volleyballnationalmannschaft der Frauen |
| Wasserball                    | Deutsche Wasserballnationalmannschaft | |